# 巨蟒飛彈
巨蟒飛彈（英語：Python missile）是紅外線導引短程空對空飛彈（Infrared guidance air-to-air missiles ），由以色列拉斐爾先進防禦系統公司研發製造的「蜻蜓」（希伯來語：שפריר ，英語音譯：Shafrir，中文譯為蜻蜓）飛彈衍生系列。 1959年開始研發，1963年蜻蜓一型（Shafrir-1 ）進入以色列空軍服役，1970年代初研發蜻蜓二型（Shafrir-2）。1978年該款飛彈為出口銷售被公司重新命名為「巨蟒三型」（Python-3），從本型號開始，它進一步發展並演變為「巨蟒四型」、「巨蟒五型」、「德比」超視距中程空對空飛彈以及先進的蜘蛛陸基防空飛彈系統。目前「巨蟒」飛彈系列已在全球超過15個國家服役。

## 發展沿革

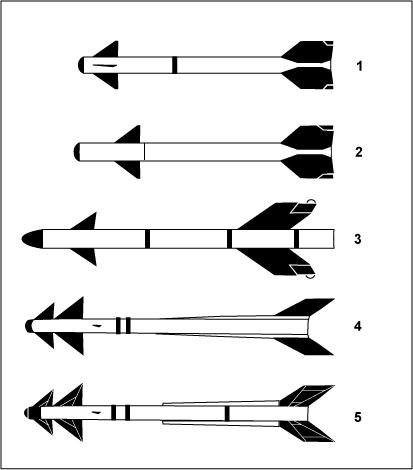
巨蟒飛彈家族線條圖自上至下為蜻蜓一、二型，巨蟒三至五型

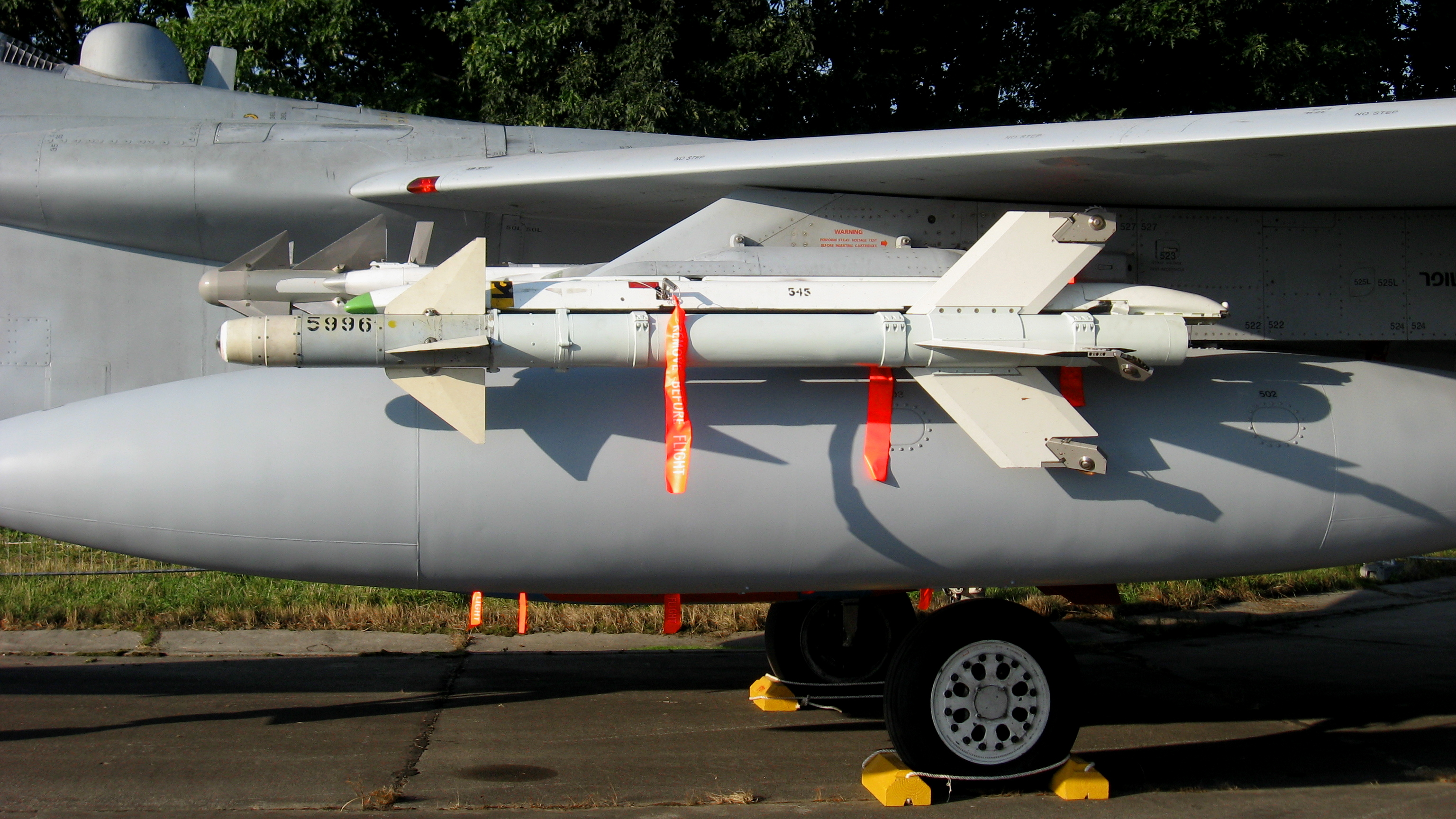
F-15掛載巨蟒三型

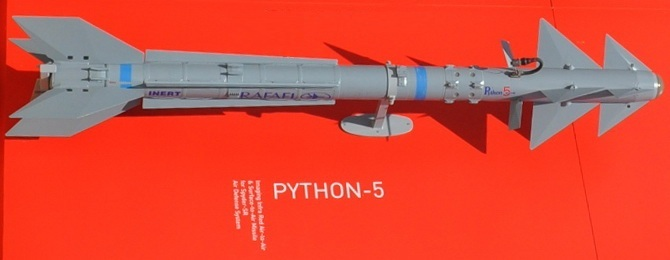
巨蟒五型

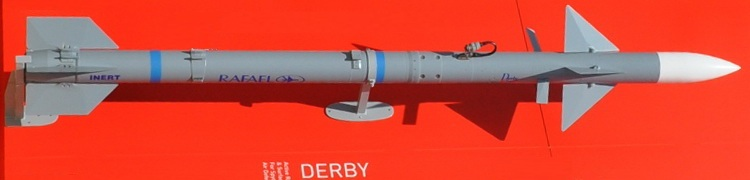
德比飛彈

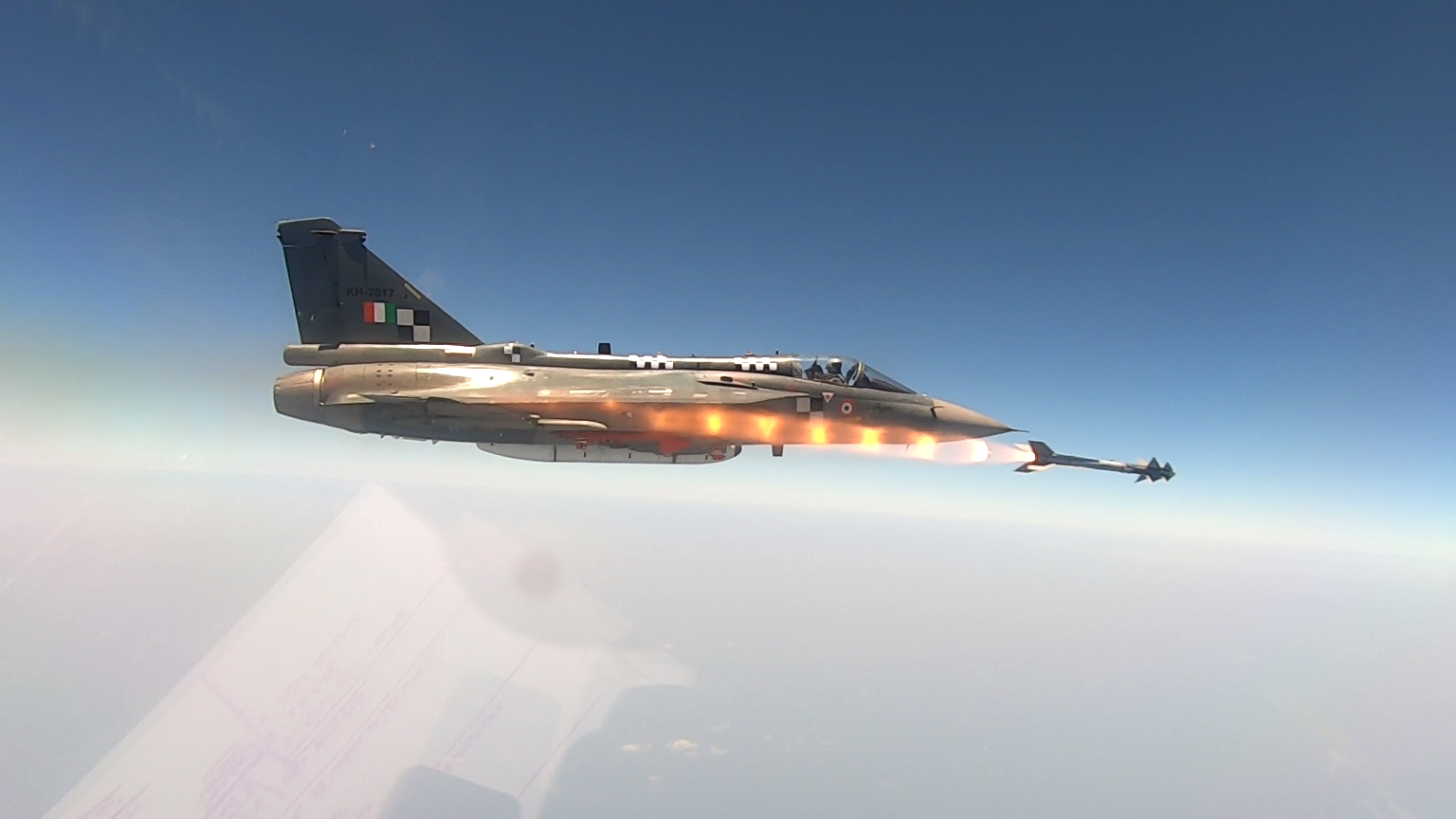
印度光輝戰鬥機發射巨蟒五型飛彈

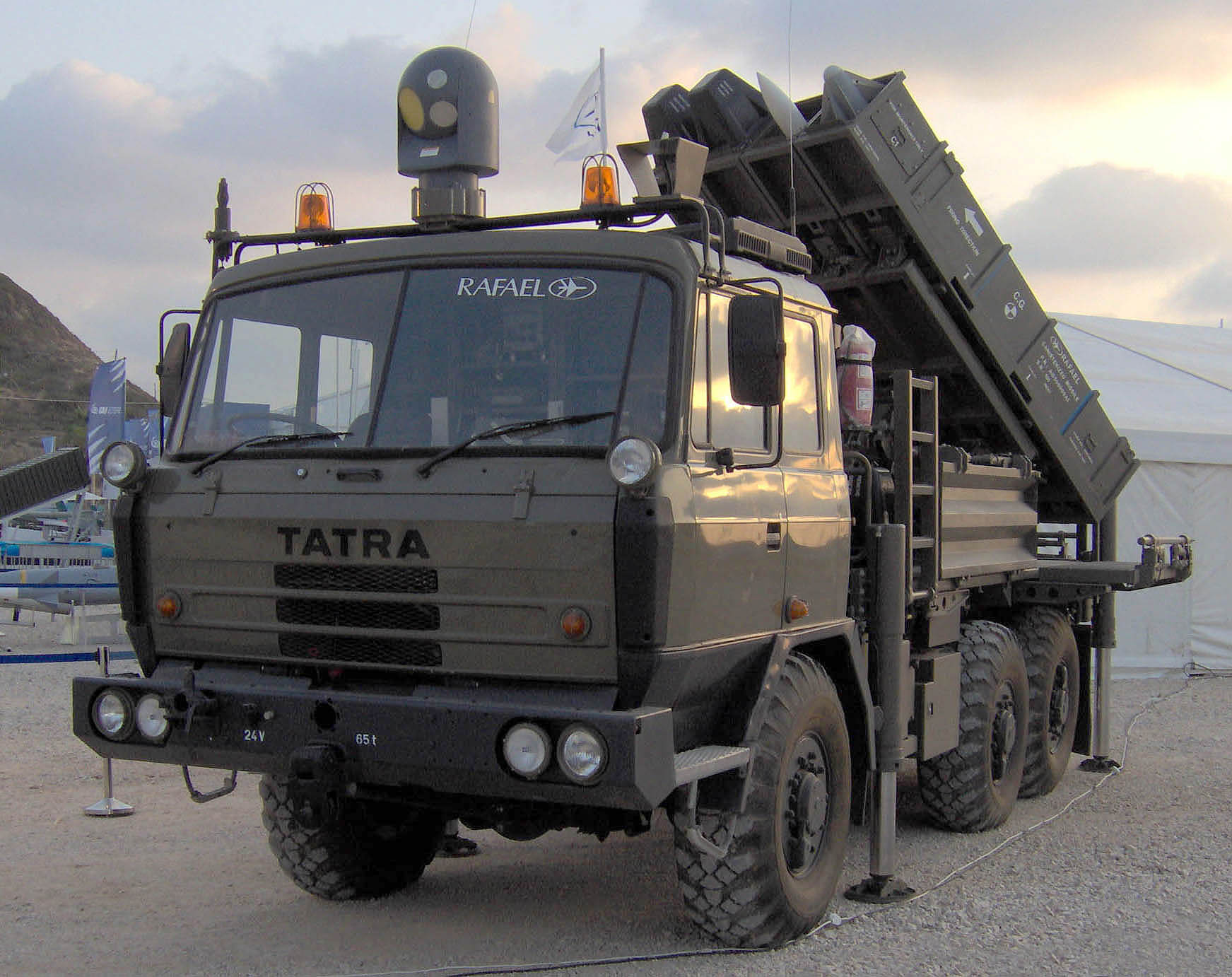
蜘蛛陸基防空飛彈系統和其發射車

1950年代，以色列空軍（IAF）提出國產空對空飛彈的需求，以促進國內國防工業並減少對進口的依賴。拉斐爾先進防禦系統公司（前身為Rafael Armament Development Authority）於1959年開始研發蜻蜓一型（Shafrir-1），該飛彈於1963年成為以色列幻象3型戰鬥機機隊的制式裝備，但以色列空軍對其性能不滿意、不信任，在1967年六日戰爭期間飛行員選擇用機砲消滅敵機而非飛彈，蜻蜓一型飛彈在此役沒有擊落敵機紀錄。改進後的蜻蜓二型很快在1971年推出，在1973年贖罪日戰爭期間經過實戰被證明是有史以來最成功的空對空飛彈之一，以色列空軍發射176枚蜻蜓二型飛彈，摧毀89架敵機。蜻蜓二型飛彈與以色列製造的軍機一起出口到南美國家。
在蜻蜓二型飛彈之後，拉斐爾研發新型飛彈且欲出口銷售被重新命名為「巨蟒三型」。這就是為什麼拉斐爾在1970年代中期開發的下一款飛彈被命名為巨蟒三型，卻沒有巨蟒一型或巨蟒二型的緣故（它們是分別被命名蜻蜓一型、蜻蜓二型）。巨蟒三型改良方面有增進射程和具備全方位攻擊能力，它在1982年黎巴嫩戰爭之前和期間證明性能卓越，摧毀35架敵機。中華人民共和國對其性能滿意，取得授權生產的巨蟒三型命名為PL-8。
1980年代中期對巨蟒三型的進一步改良，促使巨蟒四型增加頭盔瞄準導引選項；它具有有限的「射後不理」能力。1990年代，拉斐爾開始開發巨蟒五型，它配備具有發射後鎖定能力的先進光電成像導引頭，具備完整的射後不理能力。這種新型飛彈在2003年巴黎航展上展出，並打算装备以色列空軍的F-15I和F-16I战机。
據說巨蟒五型具有全向／離軸攻擊能力（full sphere launch ability），這意味著飛行員可以向領域範圍內目標發射，而不管目標相對於發射飛機方向的位置如何，它可以在發射後鎖定目標，即使它們與發射飛機的視軸（visual axis）相差100度。

## 衍生系列

### 蜻蜓一型
蜻蜓一型（Shafrir-1）於1959年至1964年開發，以滿足以色列空軍對國產空對空飛彈的要求。 它旨在建立國內國防工業的能力，並減少對外國進口的依賴。 後來法國禁止向以色列出口武器，證明了依賴外國供應軍火，有朝一日恐遭中斷的恐懼是正確的。
蜻蜓一型旨在用於法國製造的幻象式戰鬥機，第一次測試於1963年在法國進行，該飛彈實測表現的性能非常差。以色列空軍立即著手開始改進，促使後續型號蜻蜓二型儘快投入服役。
- 長度：250公分
- 翼展：55公分
- 直徑：14公分
- 重量：65公斤
- 導引方式：紅外線導引
- 彈頭：11公斤高爆炸藥，後期型號裝藥量：30公斤
- 射程：5公里
- 飛行速度：

### 蜻蜓二型
在1973年的贖罪日戰爭中，蜻蜓二型（Shafrir-2）的戰績紀錄擊落敵機89架，在其整個服役期間，它總共擊落敵機106架。
- 長度：250公分
- 翼展：55公分
- 直徑：15公分
- 重量：95公斤
- 導引方式：紅外線導引
- 彈頭：11公斤高爆炸藥
- 射程：5公里
- 飛行速度：

### 巨蟒三型
巨蟒三型（Python-3）是一種經過大幅改進，具有全方位攻擊能力、更高的速度、射程和性能， 它在1982年黎巴嫩戰爭之前和期間表現良好，擊落敵機35架（其他消息來源稱50架）。
中國人民解放軍空軍欣賞這種飛彈的實戰戰績，並在1980年代支付巨蟒三型的授權許可生產費用。1983年9月15日項目代號「八號工程」（Number 8 Project）正式開工。1988年3月至1989年4月，完成對華技術轉移，許可組裝和許可製造零件繼續進行，1989年國產巨蟒三型飛彈獲得國家認證命名為霹雳-8。 該飛彈的主要生產第是位於西安的西安東方機械廠（Xi'an Eastern Machinery Factory ）。據報導，中華人民共和國還為霹靂-8開發頭盔式瞄準器（HMS）系統。
- 長度：295公分
- 翼展：80公分
- 直徑：16公分
- 重量：120公斤
- 導引方式：紅外線導引
- 彈頭：11公斤 主動式近炸引信
- 射程：15公里
- 飛行速度：3.5馬赫

### 巨蟒四型
巨蟒四型（Python-4）是第四代空對空飛彈，具有全向攻擊能力，並整合頭盔式瞄準器 (HMS) 系統。 它於1990年代投入使用，與其前身巨蟒三型一樣，它裝備在以色列F-15I和F-16I、智利的F-16（MLU 和 C/ D block 50/52 plus)、F-5E/F Tiger III、委內瑞拉的F-16A/B、南美洲國家擁有的幼獅戰鬥機和JAS 39獅鷲戰鬥機等。 據報導，該飛彈的導引頭採用類似於美國FIM-92刺針便攜式防空飛彈的雙波段光電成像導引頭（紅外線和紫外線雙波段追蹤），具有紅外線反制系統（IR ECCM），可減少背景紅外線輻射，以降低敵方熱誘餌彈的有效性。雖然沒有使用推力向量控制技術，但其強大的飛行控制翼仍使巨蟒四型飛彈能做出高達70g負載的機動。
- 長度：300公分
- 翼展：50公分
- 直徑：16公分
- 重量：120公斤
- 導引方式：紅外線導引
- 彈頭：11公斤 雷射光學感應主動式近炸引信
- 射程：15公里
- 飛行速度：3.5馬赫
- 機動能力：70g

### 巨蟒五型
巨蟒五型（Python-5） 是目前以色列武器清單中性能最強的空對空飛彈，也是世界上最先進的空對空飛彈之一。作為超視距飛彈（Beyond-visual-range missile，BVR），它具有「發射後鎖定」（lock-on after launch，LOAL）能力，並具有離軸/全向（包括向後）攻擊能力。 該飛彈配備一個先進的光電成像紅外線尋標導引頭，它可以掃描疑似有敵方飛機的目標區域，然後鎖定進行終端追逐。精心設計的彈體總共有18個控制面、推力矢量噴嘴，由此產生的飛彈機動性應該超越其他空對空飛彈。巨蟒五型在2006年以黎衝突期間首次用於戰鬥，當時F-16I用它來摧毀真主黨兩架伊朗製造的Ababil無人機。2021年5月13日，以色列F-16I用巨蟒五型擊落一架哈馬斯操作的Shehab自殺式無人機。
- 長度：310公分
- 翼展：64公分
- 直徑：16公分
- 重量：105公斤
- 導引方式：紅外線導引+雙波段焦平面陣列 ( dual waveband focal plane array，FPA)
- 彈頭：11公斤 雷射光學感應主動式近炸引信
- 射程：大於20公里
- 飛行速度：4馬赫

## 從「巨蟒」衍生開發型號

### Derby
德比（Derby）也稱為「澳拓」（Alto），是一種中程主動雷達導引超視距飛彈（Beyond-visual-range missile，BVR），射程大約50公里，雖然技術上不屬於「巨蟒」系列，但該飛彈是巨蟒四型帶有主動雷達導引尋標頭（Active radar homing）的放大版。
- 長度：362公分
- 翼展：64公分
- 直徑：16公分
- 重量：118公斤
- 導引方式：主動雷達導引
- 彈頭：23公斤
- 射程：50公里
- 飛行速度：4馬赫

### I-Derby ER
「I-Derby ER」是長程空對空飛彈，2015年6月，拉斐爾證實德比飛彈的增程型I-Derby-ER的存在。放棄原先採用以色列主導發展的大衛投石索反飛彈系統攔截器；眩暈飛彈（Stunner missile）的兩節火箭彈體。在空射飛彈的巨蟒六型技術基礎發展，射程增加到54海里（62英里；100公里）。為增加射程，使用雙脈衝火箭發動機（dual-pulse solid rocket motor）為動力，當飛彈接近目標時，二次脈衝能量延長飛行時間。它還將導引頭和近炸引信結合成一個集成傳感器和近炸引信系統，為飛彈電子控制艙騰出空間。
據2019年5月媒體報導，印度計劃用I-Derby ER飛彈取代R-77飛彈裝備在蘇愷Su-30MKI戰鬥機。在2018年，它已經被印度空軍選中裝備給光輝戰鬥機作為主要武器。
- 長度：362公分
- 翼展：64公分
- 直徑：16公分
- 重量：118公斤
- 導引方式：主動雷達導引
- 彈頭：23公斤
- 射程：100公里
- 飛行速度：4馬赫

### SPYDER
蜘蛛陸基防空飛彈系統（SPYDER）是由拉斐爾開發的先進陸基防空飛彈系統，由地面機動載具和射控雷達系統組成，它使用巨蟒五型和德比飛彈的地對空版本（增加由一節固體推進劑火箭組成的助推器）。

## 使用國家
- 阿根廷 – 1981年採購350枚蜻蜓二型。[30][31]
- 玻利维亚 – 採用巨蟒三型。[32]
- 巴西 – 2001年購入400枚巨蟒三型，2011年巨蟒四型和德比飛彈各採購200枚。[30]
- 智利 – 1978年購入50枚蜻蜓二型， 1997年購入120枚巨蟒三型，2011年購入280枚巨蟒四型 ，200年購入德比飛彈60枚。[30]
- 中华人民共和国 – 1991年到2000年之間進口和自製3000枚巨蟒三型（自製型號改名霹雳-8）。[8][30]
- 哥伦比亚 – 1989年購入80枚蜻蜓二型，2005年巨蟒三型和四型各購入75枚，2010年購買德比飛彈40枚，2011年購買巨蟒五型100枚。[30]
- – 1984年購入75枚蜻蜓二型，1996年購入巨蟒三型和四型60枚，2001年購入50枚巨蟒五型，2003年購買德比飛彈60枚。[30]
- 薩爾瓦多 – 蜻蜓飛彈。[33]
- 格鲁吉亚 -  購入巨蟒五型、德比飛彈和蜘蛛陸基防空飛彈系統（SPYDER system）[34]
- – 1978年購入100枚蜻蜓二型。[30]
- 印度 – 2007年購入巨蟒四型和五型100枚和德比飛彈。[30]
- 以色列 – 蜻蜓一型、二型，巨蟒四型和五型（以色列空軍採用數量最多，命名為「Zephyr」)。
- 菲律賓 - 採購巨蟒五型和德比飛彈（地對空版本，用於蜘蛛陸基防空飛彈系統)。[35]
- 羅馬尼亞 – 採購巨蟒三型[36]
- 新加坡 – 2004年購買600枚巨蟒四型。[30]
- 南非 – 巨蟒三型 (南非命名「V3S Snake」，從1989年服役到2008年4月退役）。德比飛彈（命名R-Darter或V4）。[37]
- 中華民國 – 1977年購入450枚蜻蜓二型。[30]
- 泰國 – 1990年購入400到500枚巨蟒四型。[30]
- 越南 - 2018年購入375枚巨蟒五型和德比飛彈（地對空版本，用於蜘蛛陸基防空飛彈系統).[30]
- 委內瑞拉 – 2004年購入54枚巨蟒四型。[30]

## 註解
1. ↑  中文有的翻譯為「蟒蛇」、「怪蛇」
2. ↑  命名由來：蜻蜓（希伯來語：שפריר ，英語發音同Shafrir，意譯為Dragonfly，中文譯為蜻蜓）是豆娘（希伯來語：שפרירית，英語：Damselfly）的希伯來語男性形式
3. ↑  AIM-9B響尾蛇飛彈於1956年進入美國空軍服役，1969年取得以飛彈擊落敵機紀錄。法國製造的魔法空對空飛彈（R.550 Magic）要到1975年正式服役
4. ↑  David's Sling以攔截敵機、無人機、戰術彈道飛彈、中遠程火箭和巡航飛彈為目標
5. ↑  中國網路文章關於I-Derby ER報導多用「雙脈衝固體火箭發動機」描述其動力，多數網站內容被維基認為是內容農場，請自行參考。

## 資料來源
1. ↑  Barrie, Douglas; Fulghum, David A. . Aviation Week & Space Technology. Vol. 158 no. 25. 5 December 2003: 41. ISSN 0005-2175 （英语）.
2. ↑  . www.israeli-weapons.com.   [2021-11-16]. （原始内容存档于2022-04-03）.
3. 1 2  Airframe Details for F-16 #87-1672 （页面存档备份，存于）. F-16.net. Retrieved on 2013-07-17.
4. ↑  . Saabgroup.com. （原始内容存档于2013-03-31）.
5. ↑  . Geo-army.ge. （原始内容存档于2016-05-27）.
6. ↑  . 尖端科技 軍事資料庫.   [2021-11-16]. （原始内容存档于2021-11-14）.
7. 1 2  . www.Israeli-Weapons.com. （原始内容存档于2008-09-14）.
8. 1 2 3  . SinoDefence.com. 12 October 2008  [20 March 2012]. （原始内容存档于23 January 2012）.
9. 1 2  . www.Israeli-Weapons.com. （原始内容存档于2006-07-21）.
10. 1 2 3  . www.Israeli-Weapons.com. （原始内容存档于2006-07-15）.
11. ↑  . www.militaryfactory.com.   [2021-11-15]. （原始内容存档于2021-11-16）.
12. ↑  .   [2021-11-16]. （原始内容存档于2022-03-21）.
13. ↑  . pedia.cloud.edu.tw.   [2021-11-16]. （原始内容存档于2021-11-16） （中文（臺灣））.
14. ↑  . www.Israeli-Weapons.com. （原始内容存档于2008-09-22）.
15. ↑  . 青年日報.   [2021-11-16]. （原始内容存档于2021-11-16） （中文（臺灣））.
16. ↑  Jane’s All the World’s Aircraft (21 November 2007).  “Lockheed Martin (General Dynamics) F-16 Fighting Falcon”.  Jane’s Publishing.
17. ↑  Carlo Kopp. . Australian Aviation. April 1997. （原始内容存档于2006-09-25）.
18. ↑  Dupont, Jean. . Interavia Business & Technology. Vol. 53 no. 616. January 1998: 42. ISSN 1423-3215 （英语）.
19. ↑   (PDF). （原始内容 (PDF)存档于2016-07-29）.
20. ↑  . 17 May 2021. （原始内容存档于2021-06-20）.
21. ↑  .   [2021-11-16]. （原始内容存档于2021-05-16）.
22. ↑  . 13 May 2021  [2021-11-16]. （原始内容存档于2021-05-13）.
23. ↑  .   [2021-11-16]. （原始内容存档于2022-06-15）.
24. ↑  . www.Israeli-Weapons.com. （原始内容存档于2006-07-18）.
25. 1 2  . www.airforce-technology.com.   [2021-11-16]. （原始内容存档于2022-03-24）.
26. ↑  . www.army-technology.com.   [2021-11-16]. （原始内容存档于2022-06-17）.
27. ↑  ISRAEL: Long-range fashion catches on in IAF （页面存档备份，存于） – Flightglobal.com, 25 January 2015
28. ↑  . www.rafael.co.il.   [2021-11-16]. （原始内容存档于2021-11-16）.
29. ↑  Bedi, Rahul. . Jane's Defence Weekly. 29 May 2019. （原始内容存档于2019-05-29） （英语）.
30. 1 2 3 4 5 6 7 8 9 10 11 12 13  . 2014-04-03  [3 April 2014]. （原始内容存档于2010-04-14）.
31. ↑  International Institute for Strategic Studies. . United Kingdom: Taylor and Francis. 2010: 66. ISBN 9781857435573.
32. ↑  International Institute for Strategic Studies. . United Kingdom: Taylor and Francis. 2010: 72. ISBN 9781857435573.
33. ↑  International Institute for Strategic Studies. . United Kingdom: Taylor and Francis. 2010: 82. ISBN 9781857435573.
34. ↑  . armstrade.sipri.org.   [2021-11-16]. （原始内容存档于2010-04-14）.
35. ↑  . 26 December 2018  [2021-11-16]. 原始内容存档于2021-12-04.
36. ↑  International Institute for Strategic Studies. . United Kingdom: Taylor and Francis. 2010: 158. ISBN 9781857435573.
37. ↑  . South African Air Force.   [20 March 2012]. （原始内容存档于2017-12-29）.